# Jeff Chandler
Jeff Chandler, właśc. Ira Grossel (ur. 15 grudnia 1918 w Nowym Jorku, zm. 17 czerwca 1961 w Culver City) – amerykański aktor, producent filmowy i piosenkarz, nominowany do Oscara za rolę drugoplanową w filmie Złamana strzała (1950).